# Fit for a King
Fit for a King ist eine 2007 gegründete christliche Metalcore-Band aus Tyler, Texas.

## Geschichte

### Anfänge und Debütalbum
Fit for a King wurde im September 2007 in der texanischen Stadt Tyler gegründet. Es erschienen mit Fit for a King (2008) und Awaken the Vesper (2009) zwei EPs, welche jeweils aus eigener Tasche finanziert wurden. Auch das Debütalbum Descendants, das im September 2011 veröffentlicht wurde, finanzierten die Musiker selbst. Es wurde von Cameron Mizell aufgenommen und präsentiert Matty Mullins von Memphis May Fire als Gastsänger. Er ist im Stück The Architect zu hören. Es folgte eine Album-Release-Tour, bei der My Ticket Home und From Atlantis zu sehen waren.
Die Gruppe organisierte Konzerte und Tourneen anfangs auch selbst. Zeitweilig stand die Gruppe bei The Artery Foundation unter Vertrag, welche als Bookingagentur für die Band tätig war. Im Januar 2012 spielte Fit for a King auf ausgewählten Konzerten mit Onward to Olympas und Auburn auf der Heavy New Year Tour in den Vereinigten Staaten. Es folgte noch im selben Monat eine Konzertreise mit In Dying Arms und For All I Am. Im April folgte die Western Warriors Tournee mit Affiance. Im Mai spielte Fit for a King gemeinsam mit Us, From Outside auf der 6-tägigen The American Nightmare Tour.

### Solid State Records
Durch den stetig wachsenden Erfolg der Band wurde das christliche Metal-Label Solid State Records auf die Musiker aufmerksam und nahm die Gruppe im Juli 2012 schließlich unter Vertrag. Ihr Debütalbum über Solid State Records, Creation/Destruction, wurde von Produzent Andreas Magnussen (er arbeitete bereits mit The Black Dahlia Murder, Haste the Day und Oh, Sleeper zusammen) aufgenommen. Die Arbeiten an dem Album im Studio dauerten vier Wochen. Es erschien im März 2013 und verkaufte sich so gut, dass die Gruppe erstmals in den offiziellen US-Charts einsteigen konnten. Das Album stieg auf Platz 175 ein. Mit 3100 verkauften Tonträgern innerhalb der ersten Woche ist Creation/Destruction das meistverkaufte Debütalbum einer Band bei Solid State Records.
Im Januar und Februar 2013 startete die Band eine Co-Headliner-Tour mit The Overseer, die durch Oregon, Idaho, Washington, Texas, Kalifornien, Colorado, Missouri und Indiana führte. Im März 2013 tourte die Gruppe zudem mit Oh, Sleeper durch Texas, Mississippi, Arizona, Louisiana und Missouri.
Im September 2013 tourte die Band erstmals durch Australien. Als Support wurden The Plot in You, For the Fallen Dreams und Storm the Sky bestätigt. Bereits im August spielte Fit for a King als Support (gemeinsam mit The Plot in You und Upon a Burning Body) auf der About That Life Tour der Band Attila. Im Dezember 2013 ist Fit For A King erstmals in Deutschland aufgetreten. Sie spielten auf dem christlichen Metal/Rockfestival Christmas Rock Night in Ennepetal.
Im September 2018 verließ Gitarrist Lynge aus persönlichen Gründen die Band, schloss aber zukünftige gemeinsame Aktivitäten nicht aus. Trey Celaya von der texanischen Metalcore-Band Invent, Animate und Daniel Gailey von der kalifornischen Metalcore-Band Phinehas nehmen seitdem bei Livekonzerten den vakanten Platz des Gitarristen ein.

## Diskografie

### Alben
- 2011: Descendants (Eigenproduktion)
- 2013: Creation/Destruction (Solid State Records)
- 2013: Descendants - Redux (Neuaufnahme des ersten Albums, Solid State Records)
- 2014: Slave to Nothing (Solid State Records)
- 2016: Deathgrip (Solid State Records)
- 2018: Dark Skies (Solid State Records)
- 2020: The Path (Solid State Records)
- 2022: The Hell We Create (Solid State Records)
- 2025: Lonely God (Solid State Records)

### EPs
- 2008: Fit for a King (Eigenproduktion)
- 2009: Awaken the Vesper (Eigenproduktion)